# Classe Churruca
La classe Churruca fu una classe di cacciatorpediniere costruiti in Spagna tra il 1927 ed il 1937: con 16 unità realizzate, costituisce la più numerosa classe di cacciatorpediniere mai costruita nel paese iberico; le prime due unità della classe furono vendute poco dopo il varo alla marina militare argentina, mentre le altre quattordici entrarono in servizio con la Armada Española. 
Le unità spagnole presero parte alla guerra civile, militando tutte nel campo repubblicano con un'unica eccezione (il Císcar, affondato in un attacco aereo, recuperato e rimesso in servizio dai nazionalisti): un'unità andò perduta in combattimento, le altre rimasero in servizio con la marina spagnola fino ai primi anni '70; le unità argentine parteciparono ai combattimenti seguenti alla "Revolución Libertadora" del settembre 1955, venendo poi radiate nel 1961.

## Il progetto
La realizzazione della classe venne decisa il 15 febbraio 1915, nell'ambito di un massiccio piano di costruzioni navali per rimpiazzare le gravi perdite patite dalla marina spagnola nel corso della precedente guerra ispano-americana, anche se bisognò attendere dieci anni prima di poter mettere in cantiere le prime unità della serie. Il progetto originario era fedelmente basato su quello del cacciatorpediniere britannico HMS Scott, primo della classe Admiralty: la somiglianza era tale che le unità spagnole spesso venivano scambiate per navi della Royal Navy. 
Le unità della classe Churruca furono realizzate in due lotti distinti, il primo di nove unità ed il secondo di sette, anche se le differenze tra l'uno e l'altro non erano molte: rispetto al primo il secondo gruppo disponeva di un dislocamento leggermente maggiore, un nuovo albero a tre piedi, un ponte più capiente e cannoni da 120 mm di tipo diverso; tranne una di loro (la Almirante Antequera) le unità del secondo gruppo avevano un cannone da 120 mm in meno rispetto al primo gruppo (5 contro 4), ma avevano un cannone da 76 mm antiaereo in più (1 contro 2), mentre identico era il resto dell'armamento (quattro mitragliatrici e due impianti tripli di tubi lanciasiluri da 533 mm). Per gli standard della loro epoca si dimostrarono buone unità, veloci e dotate di un potente armamento principale, ma le dotazioni contraeree si rivelarono molto scarse ed insufficienti visti i rapidi progressi dell'aviazione militare.

## Unità
Tutte le unità furono costruite nei cantieri della Sociedad Española de Construcción Naval, una sussidiaria della Vickers-Armstrongs britannica, di Cartagena; ordinate nel 1915, la loro costruzione non iniziò prima del 1925.

### Prima serie
| Nome                 | Impostazione | Varo | Entrata in servizio | Destino finale |
| -------------------- | ------------ | ---- | ------------------- | --- |
| Churruca (1º)        | 1925         | 1927 | 1928                | trasferito alla marina argentina e ribattezzato ARA Cervantes; radiato per obsolescenza nel 1961                     |
| Alcalá Galiano (1º)  | 1925         | 1927 | 1928                | trasferito alla marina argentina e ribattezzato ARA Juan de Garay; radiato per obsolescenza nel 1961                 |
| Sánchez Barcáiztegui | ?            | 1926 | 1928                | radiato per obsolescenza il 1º luglio 1964                                                                           |
| José Luis Díez       | ?            | 1929 | 1929                | radiato per obsolescenza l'8 ottobre 1965                                                                            |
| Almirante Ferrándiz  | ?            | ?    | 1929                | affondato dall'incrociatore pesante nazionalista Canarias il 29 settembre 1936 durante la battaglia di Capo Espartel |
| Lepanto              | ?            | ?    | 1930                | radiato per obsolescenza il 24 maggio 1957                                                                           |
| Churruca (2º)        | ?            | ?    | 1931                | radiato per obsolescenza l'11 dicembre 1957                                                                          |
| Alcalá Galiano (2º)  | ?            | ?    | 1931                | radiato per obsolescenza il 29 ottobre 1963                                                                          |
| Almirante Valdés     | ?            | ?    | 1931                | radiato per obsolescenza nel 1963                                                                                    |

### Seconda serie
| Nome                | Impostazione | Varo | Entrata in servizio | Destino finale |
| ------------------- | ------------ | ---- | ------------------- | --- |
| Almirante Antequera | ?            | ?    | 1935                | radiato per obsolescenza l'8 ottobre 1965 |
| Almirante Miranda   | ?            | ?    | 1936                | radiato per obsolescenza il 23 marzo 1970 |
| Císcar              | ?            | ?    | 1936                | affondato da un attacco aereo nel porto di Gijón il 20 ottobre 1937 ma successivamente recuperato; radiato per obsolescenza il 18 ottobre 1957 |
| Escaño              | ?            | ?    | 1936                | radiato per obsolescenza l'11 ottobre 1963 |
| Gravina             | ?            | ?    | 1936                | radiato per obsolescenza il 29 ottobre 1963 |
| Jorge Juan          | ?            | ?    | 1937                | radiato per obsolescenza il 6 aprile 1959 |
| Ulloa               | ?            | ?    | 1937                | radiato per obsolescenza il 7 dicembre 1963 |

Il progetto prevedeva la realizzazione di altre due unità, la cui costruzione era appena iniziata quando scoppiò la guerra civile; i lavori ripresero solo molto dopo, e venne deciso di apportare pesanti modifiche ed ammodernamenti al progetto originario tanto che le due unità andarono a costituire una classe a parte, la classe Liniers.